# Pedro Andrea
Pedro Gómez Andrea es un guitarrista, compositor, productor, poeta e ilustrador español. Es considerado como uno de los artistas más innovadores y originales de su generación.

## Biografía

### Infancia
Siendo su primera vocación la pintura, a la edad de 13 años decide reemplazarla por la música, concretamente por la guitarra. 

### Carrera
En 1986 comienza su andadura como músico profesional de la mano del grupo Cómplices. Tras 4 años como guitarrista de la formación se integra en la gira europea de Luz Casal en 1993. Un año después comienza a tocar con Miguel Bosé, artista al que ha acompañado durante 16 años. En ese periodo también trabajó con Antonio Vega, Manolo García, David Bisbal, Sergio Dalma, Hombres G, Ella Baila Sola, Ana Torroja y Alejandro Sanz entre otros grandes artistas.
En enero del año 1996 gana el primer premio mundial "demo of the month" de la prestigiosa revista norteamericana Guitar Player Magazine por una versión del tema Long Train Runnin del grupo de música The Doobie Brothers siendo el primer guitarrista español en conseguirlo.
También ha compartido escenario con músicos de la talla de Carlos Santana entre otros y ha aparecido en algunos de los medios de comunicación españoles más importantes. 
En el año 2014 ha ejercido de director musical y guitarrista de Pastora Soler en la Gira Conóceme.
Pedro es autor de dos vídeos didácticos, "La guitarra de Pedro Andrea" y "El estilo de Pedro Andrea" donde comparte algunos de sus conocimientos musicales.
En la dilatada carrera de Pedro, no solo ha tenido cabida la guitarra, también es el autor de dos libros, uno de poemas (Poemas y dibujos) y una novela (El duelista).
Pedro Andrea ha sido endorser de los fabricantes más punteros de instrumentos musicales aunque llaman especialmente la atención las dos guitarras Pedro Andrea Signature I y II que dos marcas de guitarras han sacado al mercado. La Pedro Andrea Signature I salió a la venta en el año 2004 y la Pedro Andrea Signature II en el año 2014.

## Estilo musical
El estilo de Pedro Andrea ha sido considerado en muchas ocasiones como inclasificable dada su indiscutible originalidad.
Cabe señalar que su apetito por la innovación no le ha convertido en un autor experimental e incomprensible. A pesar de la elaboración y sofisticación de sus composiciones sus melodías son muy accesibles al gran público como ha demostrado en las numerosas canciones de éxito que ha compuesto para artistas de gran renombre. 

## Discografía

### Como solista
- Transparente (1998)
- Tierra (2000)
- Heart art (2001)
- Lo mejor de... (2006)
- Luz (2007)
- California (2013)
- Why not? (2014)
- Fuego y miel (2020)

### Colaboraciones
- Te estoy hablando de amor (con Antonio Vega, 2007)
- Súbete (con David Summers, 2007)
- Gracias (con Teo Cardala, 2007)
- Donde alcance el sol (con Miguel Bosé, 2007)

## Intérpretes que han grabado canciones de Pedro Andrea
Pedro ha creado canciones y letras que artistas como Miguel Bosé, Malú, Sergio Dalma, Luz Casal, Pastora Soler, David Summers o Antonio Vega han cantado.